# Sobór Wniebowstąpienia Pańskiego w Ałmaty
Sobór Wniebowstąpienia Pańskiego (kaz. Вознесенск кафедралы шіркеуі) – prawosławny sobór w Ałmaty, katedra Metropolitalnego Okręgu Rosyjskiego Kościoła Prawosławnego w Republice Kazachstanu w latach 2003–2010.

## Opis
Sobór został wzniesiony na przełomie XIX i XX w. w stylu eklektycznym. Pierwsze prace nad wzniesieniem soboru w Wiernym podjęto w 1868, jednak zostały one przerwane. W 1872 miasto stało się siedzibą eparchii wierneńskiej Rosyjskiego Kościoła Prawosławnego. W związku z tym zdecydowano o niekontynuowaniu poprzedniej budowy, lecz opracowaniu zupełnie nowego projektu świątyni katedralnej, przeznaczonej dla 1500 wiernych. Przeprowadzony w 1882 konkurs na plan budynku wygrał G. Sieriebriannikow, jednak problemy z finansowaniem budowy, śmierć architekta i trzęsienie ziemi w 1887 ponownie sprawiły, że prace budowlane zostały zarzucone. 
W latach 90. XIX w. opracowano zupełnie nowy projekt soboru. Z inicjatywy biskupa turkiestańskiego Grzegorza, za zgodą generał-gubernatora siemireczeńskiego, na cele budowy świątyni przeznaczono fundusze przekazane miastu drogą z ogólnocerkiewnej zbiórki na rzecz ofiar trzęsienia ziemi z 1887. W 1894 wyznaczono i poświęcono teren pod budowę świątyni, jednak jej nowy projekt powstał dopiero cztery lata później. Plan autorstwa architekta Konstantina Borisoglebskiego został wysoko oceniony przez miejscową administrację carską, która podkreślała, że obszerny i wyróżniający się architektonicznie sobór będzie widomym znakiem panowania rosyjskiego w kraju zamieszkiwanym w większości przez muzułmanów. Obiekt miał być wzniesiony z drewna na kamiennym fundamencie. Projekt Borisoglebskiego nie został w pełni zaakceptowany przez Świątobliwy Synod Rządzący. Ostatecznie do wykonania zatwierdzony został opisywany projekt z poprawkami inżyniera Andrieja Zienkowa, który też został kierownikiem budowy. Sobór został ostatecznie zbudowany w latach 1904–1907 i poświęcony w roku ukończenia prac nad jego wznoszeniem. Obiekt przetrwał bez większych strat trzęsienie ziemi w 1911. Ikony dla ikonostasu powstały w kijowskiej pracowni Aleksandra Muraszki. Dzwony (w liczbie ośmiu) zostały przywiezione z Gatczyny.
W 1929 z dzwonnicy soborowej zdjęto dzwony, zniszczony został ikonostas soboru, zaś pozostała część wyposażenia – ikony i utensylia liturgiczne – rozkradzione. W latach 30. XX wieku budynek został zaadaptowany przez władze radzieckie na radiostację, a następnie na muzeum krajoznawcze, co wiązało się z poważnymi przekształceniami w jego wnętrzu, niemal zupełnie zacierającymi pierwotne przeznaczenie obiektu. Od lat 70. XX wieku budynek posiadał status zabytku.
W 1995 budynek decyzją prezydenta Kazachstanu Nursułtana Nazarbajewa został zwrócony Rosyjskiemu Kościołowi Prawosławnemu; zrezygnowano tym samym z pierwotnego planu, by obiekt współdzieliły parafia prawosławna i muzeum. W tym samym roku patriarcha moskiewski i całej Rusi Aleksy II dokonał ponownego poświęcenia budynku, który w następnych latach został stopniowo w pełni przysposobiony do pełnienia funkcji liturgicznych.
Po zakończeniu gruntownej renowacji, sobór został po raz kolejny poświęcony 1 listopada 2020 r. przez metropolitę astańskiego i kazachstańskiego Aleksandra, w asyście hierarchów z Kazachstanu i Kirgistanu.